# 红没药烯
红没药烯（英语：bisabolene），又称甜没药烯、比萨波烯等,是一组结构相关的天然单环倍半萜的统称，化学式：C15H24。红没药烯在生物体内由法尼基焦磷酸（FPP）合成，并最初由Tucholka在甜没药油中发现，是除杜松烯和石竹烯以外在自然界中分布最广的一种倍半萜烯。除了甜没药，其他植物诸如荜澄茄、柠檬、牛至等植物也含有红没药烯。其衍生物被作为诸如蝽科、实蝇科等昆虫的信息素。几种真菌也可以产生红没药烯，但其作用起到的作用尚未查明。
已知红没药烯的同分异构体有α-红没药烯、β-红没药烯和γ-红没药烯三种，其区别在于双键位置差异。

## 发现历史
红没药烯最早由Tucholka于1897年发现。接着1904年，Burgess和Page从香柠檬油中也得到了这种物质。后来又证实在许多植物精油中广泛存，同时在许多动物和真菌中也发现了红没药烯，成为是除杜松烯和石竹烯以外在自然界中分布最广的一种倍半萜烯。

## 用途
红没药烯是生物合成许多天然物质的中间体，包括一种是蔗糖甜度1000倍的甜舌草素天然甜味剂的合成。β-红没药烯具有膏香味 ，并被欧洲批准用于食品添加剂。同时也是一种香精用于古龙型和草香型等香精中，奇华顿、巴斯夫等公司具有红没药烯生产。
红没药烯被认定为一种柴油燃料替代品红没药烷的可生物生产前体。